# Fossalta di Portogruaro
Fossalta di Portogruaro é uma comuna italiana da região do Vêneto, província de Veneza, com cerca de 6.022 habitantes. Estende-se por uma área de 31 km², tendo uma densidade populacional de 188 hab/km². Faz fronteira com Morsano al Tagliamento (PN), Portogruaro, San Michele al Tagliamento, Teglio Veneto.

## Demografia
| Variação demográfica do município entre 1861 e 2011                               |
|                                                                                   |
| Fonte: Istituto Nazionale di Statistica (ISTAT) - Elaboração gráfica da Wikipedia |